# Запрудный (Ростовская область)
Запру́дный — посёлок в Обливском районе Ростовской области.
Входит в состав Каштановского сельского поселения.

## Население
| 2010 |
| ---- |
| 275  |

## Улицы
- ул. Дорожная,
- ул. Полевая,
- ул. Садовый,
- ул. Степная,
- ул. Центральная.